# Pride of Nations
Pride of Nations est un jeu vidéo de grande stratégie historique et de simulation gouvernementale développé par Paradox France et publié par la société d'édition vidéoludique suédoise Paradox Interactive le 7 juin 2011 sur plate-forme PC Windows. La parution de la version OS X est venue le 18 janvier 2012. Le joueur se doit de guider l'évolution économique, militaire, politique et coloniale d'une des grandes nations occidentales dans la seconde moitié du XIXe siècle. Le concept du jeu a été élaboré par Philippe Thibaut,,.